# Gilberts
Gilberts es una villa ubicada en el condado de Kane en el estado estadounidense de Illinois. En el Censo de 2010 tenía una población de 6879 habitantes. Tiene una población estimada, a mediados de 2019, de 8076 habitantes.

## Geografía
Gilberts se encuentra ubicada en las coordenadas 42°6′33″N 88°22′20″O / 42.10917, -88.37222. Según la Oficina del Censo de los Estados Unidos, Gilberts tiene una superficie total de 14.35 km², de la cual 14.34 km² corresponden a tierra firme y 0.01 km² es agua.

## Demografía
Según el censo de 2010, había 6879 personas residiendo en Gilberts. La densidad de población era de 478,13 hab./km². De los 6879 habitantes, Gilberts estaba compuesto por el 76.6% blancos, el 2.04% eran afroamericanos, el 0.19% eran amerindios, el 14.32% eran asiáticos, el 0.06% eran isleños del Pacífico, el 3.94% eran de otras razas y el 2.86% pertenecían a dos o más razas. Del total de la población el 12.71% eran hispanos o latinos de cualquier raza.